# Saltsjökvarn

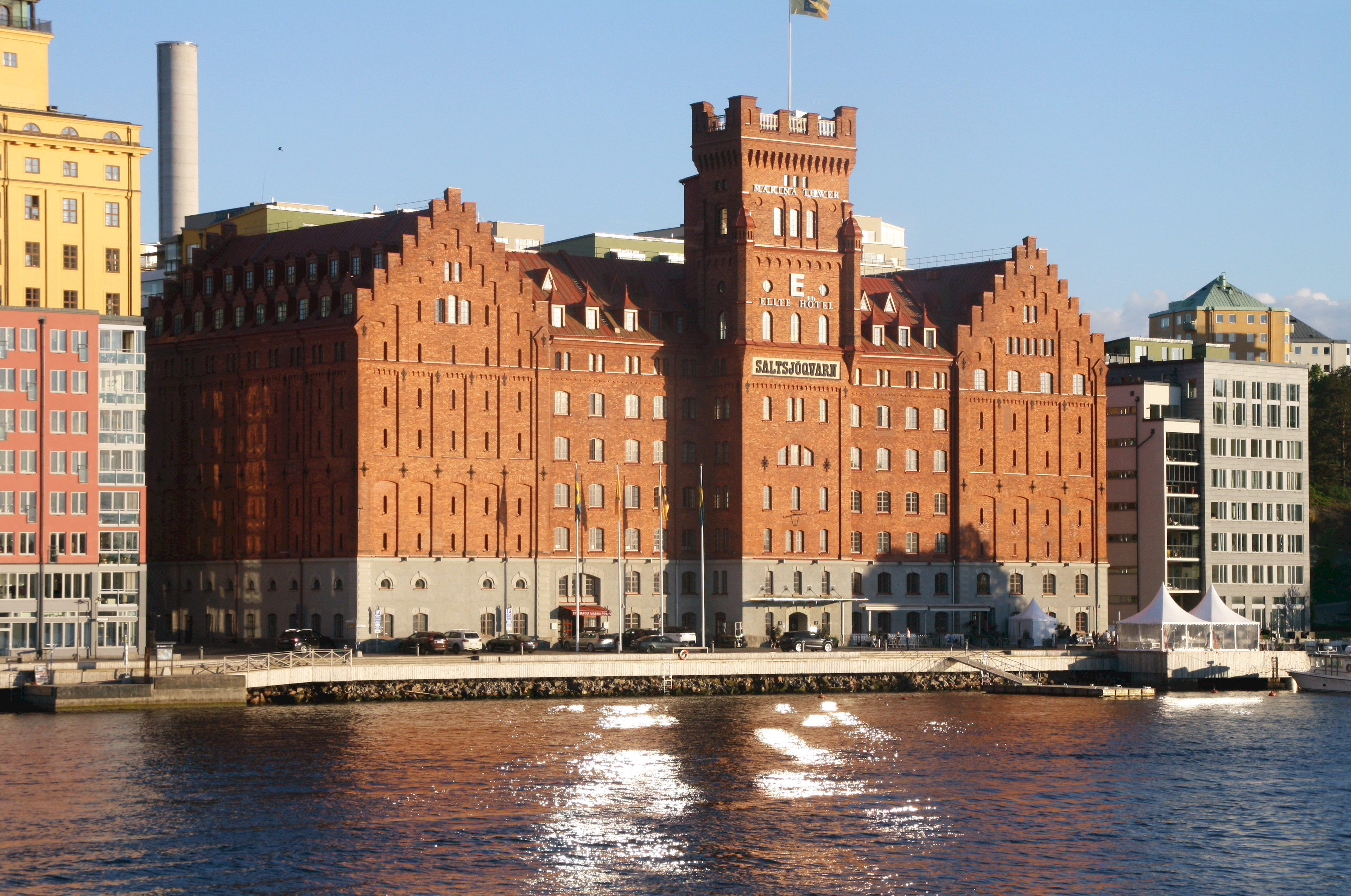
Saltsjökvarns huvudbyggnad sedd från Saltsjön i maj 2017.

Saltsjökvarn (äldre stavning Saltsjöqvarn) var en omfattande kvarnindustri belägen på nordvästra Sicklaön i området Danviken i Nacka kommun. Kvarnverksamheten etablerades på 1890-talet som en så kallad eld- eller ångkvarn (driven av ångkraft) vid Saltsjön intill Danviks hospital och var i drift fram till 1989. Därefter omvandlades de tidigare industribyggnader till bostäder, kontor och hotell. Saltsjökvarn är även namnet på en av hållplatserna för pendelbåtslinjen "Sjövägen".

## Historik

### Holmberg & Möller
Saltsjökvarn hade sitt ursprung i handelsbolaget Holmberg & Möller, som bildades 1861 av Ernfrid Holmberg och Gustaf Wilhelm Möller vilka bedrev mjölhandel i Stockholm. Firman hade ingen egen kvarnrörelse, utan lät förmala vid olika tullkvarnar i Stockholms närhet, bland dem Uddby kvarn vid Uddbyviken i Tyresö socken som ägdes av grosshandlaren Carl Bengtson (1848–1902). År 1869 kom han till Holmberg & Möller, blev delägare 1884 och sedan drivande kraft bakom beslutet att låta uppföra en egen modern kvarn. Den tekniska och kommersiella utvecklingen gjorde det nödvändigt att koncentrera den nya kvarnverksamheten närmare Stockholm.

### Flytt till Stockholm

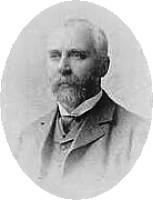
Kvarnägaren Bengtson.

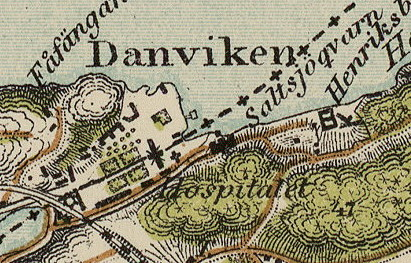
Saltsjöqvarn 1891.

År 1888 förvärvade företaget ett markområde av Danvikens Hospital i Nacka socken beläget alldeles öster om hospitalets huvudbyggnad. Köpekontraktet blev godkänt av Kungl. Maj:t den 19 oktober 1888, och avsåg ett markområde på 37 519 kvadratmeter till ett pris av 66 000 kronor. Tomten låg till största delen i Nacka, men några mindre områden, totalt 1 065 kvadratmeter, låg i Stockholms stad. Det berodde på att Karl XII redan 1716 hade bestämt att hela Danvikens Hospitals mark skulle ligga inom Stockholms stad. De nya ägarna var oroliga för att denna uppdelning skulle betyda byråkratiska problem, vilket ledde till att Kungl. Maj:t den 29 augusti 1890 beslöt att dessa 1 065 kvadratmeter från och med 1891 skulle överflyttas till Nacka. 
På grund av sitt läge vid Saltsjön gav man den nya kvarnen namnet Saltsjöqvarn. Placeringen vid Stockholms inlopp var välvald ur kommunikationssynpunkt, både för landtransporter och framför allt för sjötransporter. Så kunde man lasta och lossa från egen kaj alldeles intill den stora segelleden till och från huvudstaden. Kontakt med Mälaren fanns inte ännu. Den skapades först 1929 med Hammarbyleden och Danvikskanalen. Därmed fanns även en transportväg till Mälaröarna. När Saltsjökvarn etablerades vid Danvikens Hospital fanns där redan en vattendriven mjölkvarn, kallad Danviks kvarn som tillhörde hospitalet. Den byggdes på 1540-talet efter kunglig befallning av riksrådet Thure Bielke. Danviks gamla vattenkvarn slogs omedelbart ut av den modernare Saltsjökvarn och stängde vid 1890-talets slut.

### Kvarnbyggnaden

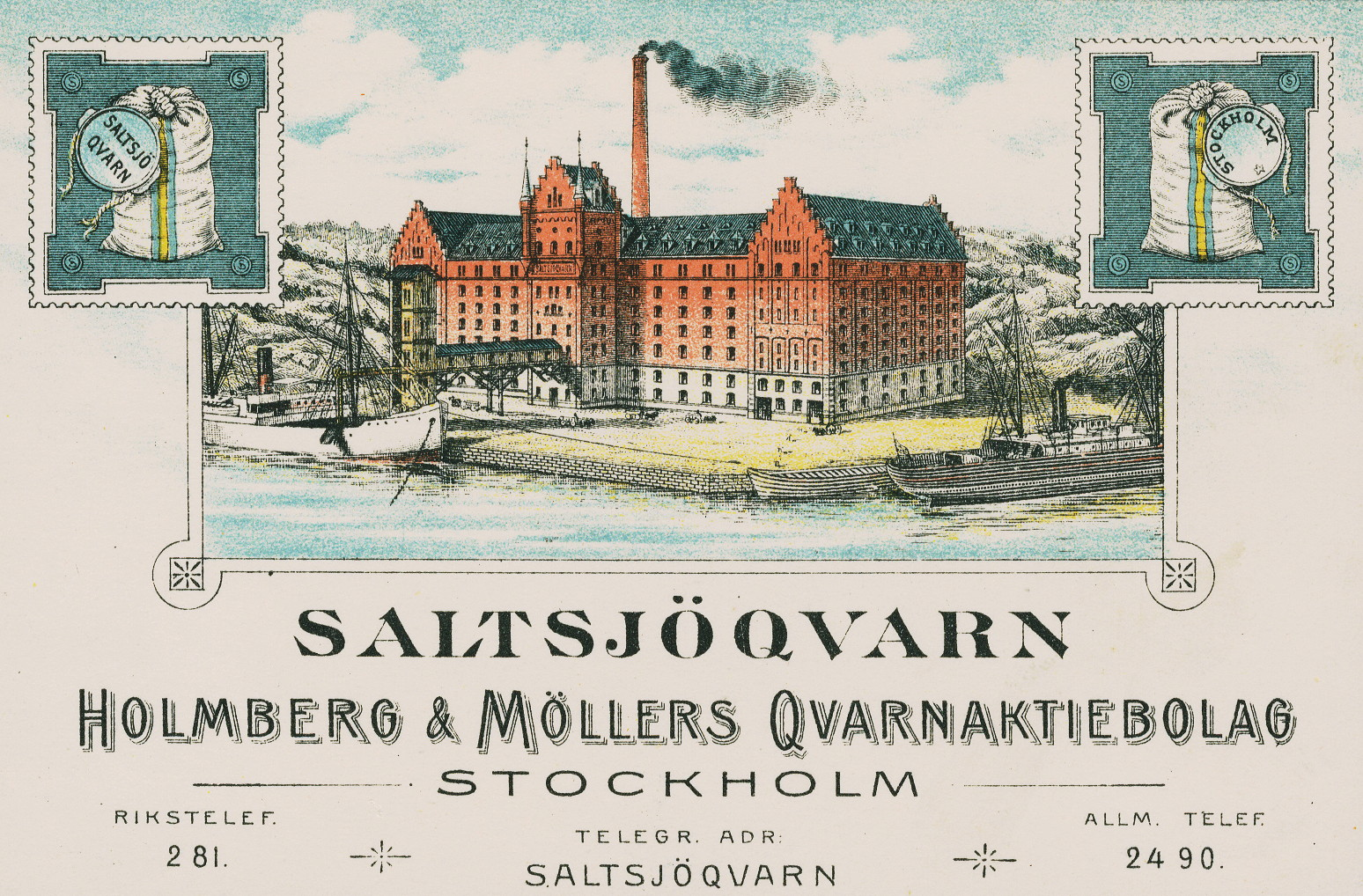
Holmberg & Möllers Qvarnaktiebolag.

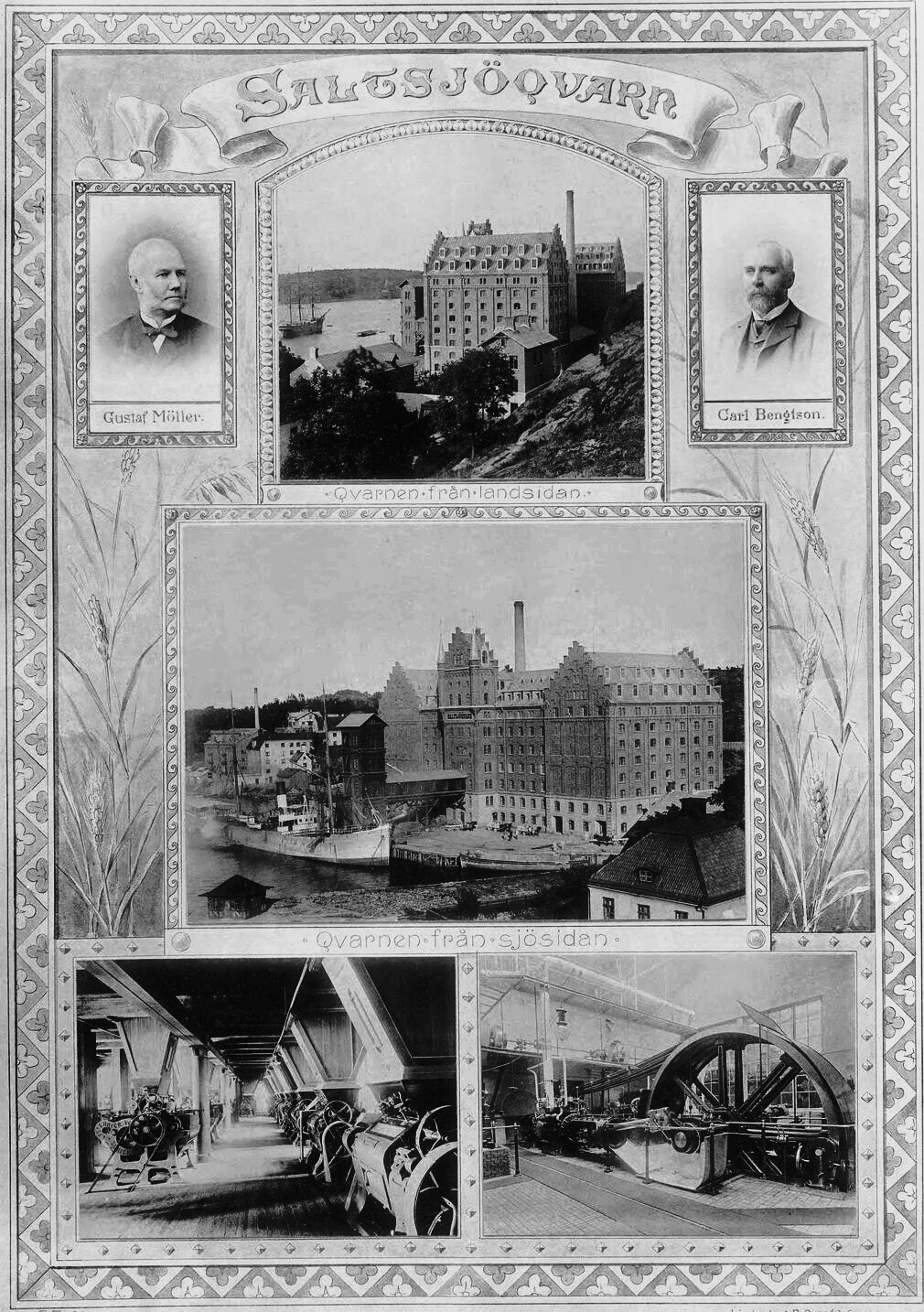
Reklamblad utgiven vid Stockholmsutställningen 1897.

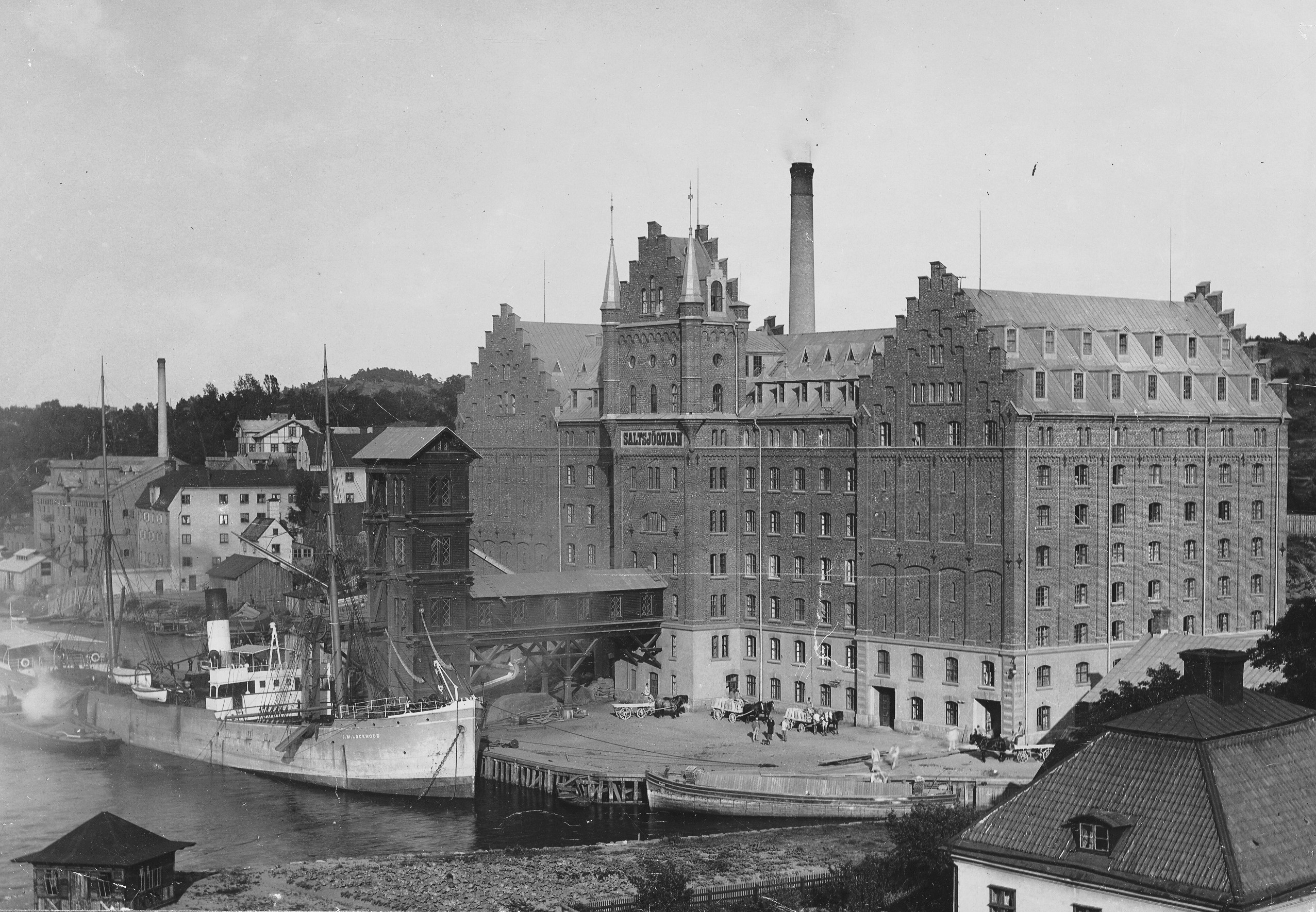
Saltsjöqvarn, 1899.

Den för sin tid moderna ångdrivna kvarnanläggningen stod klar 1890, dess arkitekt var Wilhelm Bergström. Han ritade ett väldigt tegelkomplex i rohbau (oputsad tegel) som med sina trappgavlar reste sig åtta våningar över marken. Sidoflyglarna fick lisenindelning som avslutas med en tandad fris under takfoten och fasaderna dekorerades med smidda ankarslut utan konstruktiv funktion. Som accent restes på anläggningens mitt ett tolv våningar högt torn som till en början också avslutades med en trappgavel. Tornet smyckades mot sjösidan av två tureller och texten ”SALTSJÖQVARN”. 1915 blev tornet ännu högre för att rymma en vattencistern till ett nytt sprinklersystem. Tornet avslutades nu upptill med en kraftfull krenelering liknande en riddarborg. Det utseende kvarstår fortfarande, arkitekt var Edward Ohlsson.
Byggnadskomplextes indelning i flera volymer hade inte bara estetisk bakgrund utan även en produktionsteknisk anledning. Den östra flygeln innehöll silon, den västra var lager för det färdiga mjölet och i mittpartiet fanns själva kvarnanläggningen med alla dess olika valsar och sikar. Allt var utformat som separata brandceller, avskilda från varann med brandväggar och brandsäkra dörrar. Bakom huvudbyggnaden i ett separat hus låg maskinhuset, till vänster fanns en verkstad och till höger pannrummet med sin höga skorsten.
Förutom själva kvarnbyggnaden fanns på tomten ett stall, ett bostadshus, en kolgård och ett materialförråd samt en slip där verksamhetens pråmar kunde dras i land. Vid kajen stod en hissanordning som kunde uppfordra 100 ton spannmål direkt från fartyg upp till kvarnens mittorn. Silodelen, bestående av 50 delsilor, rymde 6 000 ton spannmål. Kvarnmaskineriet var konstruerat efter Seck-Darmstadt-systemet av firma Mühlenbauanstalt und Maschinenfabrik, vormals Gebrüder Seck, i Dresden.
Anläggningen var vid sin tid den modernaste och mest tidsenliga som gick att erhålla. Processen vid Saltsjöqvarn var så automatiserad att den mänskliga handen aldrig behövde vidröra livsmedlet. Bland byggets övriga entreprenörer märks J.E. Thomas (byggmästare), J.E. Eriksons Mekaniska Verkstad (belysning), Mobergs gjuteri och mekaniska verkstads AB (gjutjärnspelare) och Bergsunds Mekaniska Verkstad som levererade ångmaskinerna om 800–1 000 hästkrafter. Dessa drev kvarnmaskineriet och producerade via en generator elenergi som användes för elektrisk belysning.
I samband med byggandet bildade firman Holmberg & Möller ett aktiebolag, Holmberg & Möllers Qvarnaktiebolag. Då hade både Holmberg och Möller avlidit och Bengtson var ensam ägare och verkställande direktör. 1897 fick man konkurrens av Kvarnen Tre Kronor som uppfördes vid Saltsjön cirka 1,7 kilometer öster om Saltsjökvarn på uppdrag av grosshandlaren Carl August Engström (senare ägd av Kooperativa Förbundet). När Bengtson avled 1902 ombildades företaget till aktiebolaget AB Saltsjöqvarn. Ett kvarnlaboratorium, s.k. Cereallaboratoriet inrättades 1909 som det första i Skandinavien.
År 1916 övergick man från ångdrift till eldrift. 1929–1930 moderniserades kvarnverket. Fram till 1970-talet byggdes kvarnen ut med ytterligare byggnader. Bland dem kan nämnas nya betongsilor med ett maskinhus mot vattnet i funktionalistisk stil som tillkom på 1930-talet. På 1940-talet sysselsatte kvarnen över 200 personer. De mjölprodukter som producerades i de olika kvarnarna på området kom att säljas under namnet Kejsarkronan. På 1980-talet drevs verksamheten av ett 30-tal anställda och Saltsjöqvarn svarade för 10 procent av den totala mjölproduktionen i Sverige. Kvarndriften nedlades 1988 av dåvarande ägaren Kungsörnen AB.

### Mannagrynskvarnen
Mannagrynskvarnen uppfördes 1923 efter ritningar av Joel Norborg. Han gav byggnaden en exteriör i den för tiden moderna 1920-talsklassicism med gulputsade fasader och ett högt torn som kröns av en kopparklädd lanternin. Tornet är än idag ett välkänt inslag i Stockholms stadsbild. Byggnaden placerades strax söder om stora kvarnen och byggdes av huvudentreprenören Hesselman & Bergström. Mannagrynskvarnen var den första kvarn i Skandinavien som byggts särskilt för mannagrynsförmalning.  Joel Norborg ritade även en ny disponentvilla och ett nytt entréparti till kvarnområdet i klassiserande stil. 1965 byggdes Mannagrynskvarnen om till mixfabrik sedan  mannagrynsförmalning flyttats till huvudbyggnaden.

### Historiska bilder

Exteriör
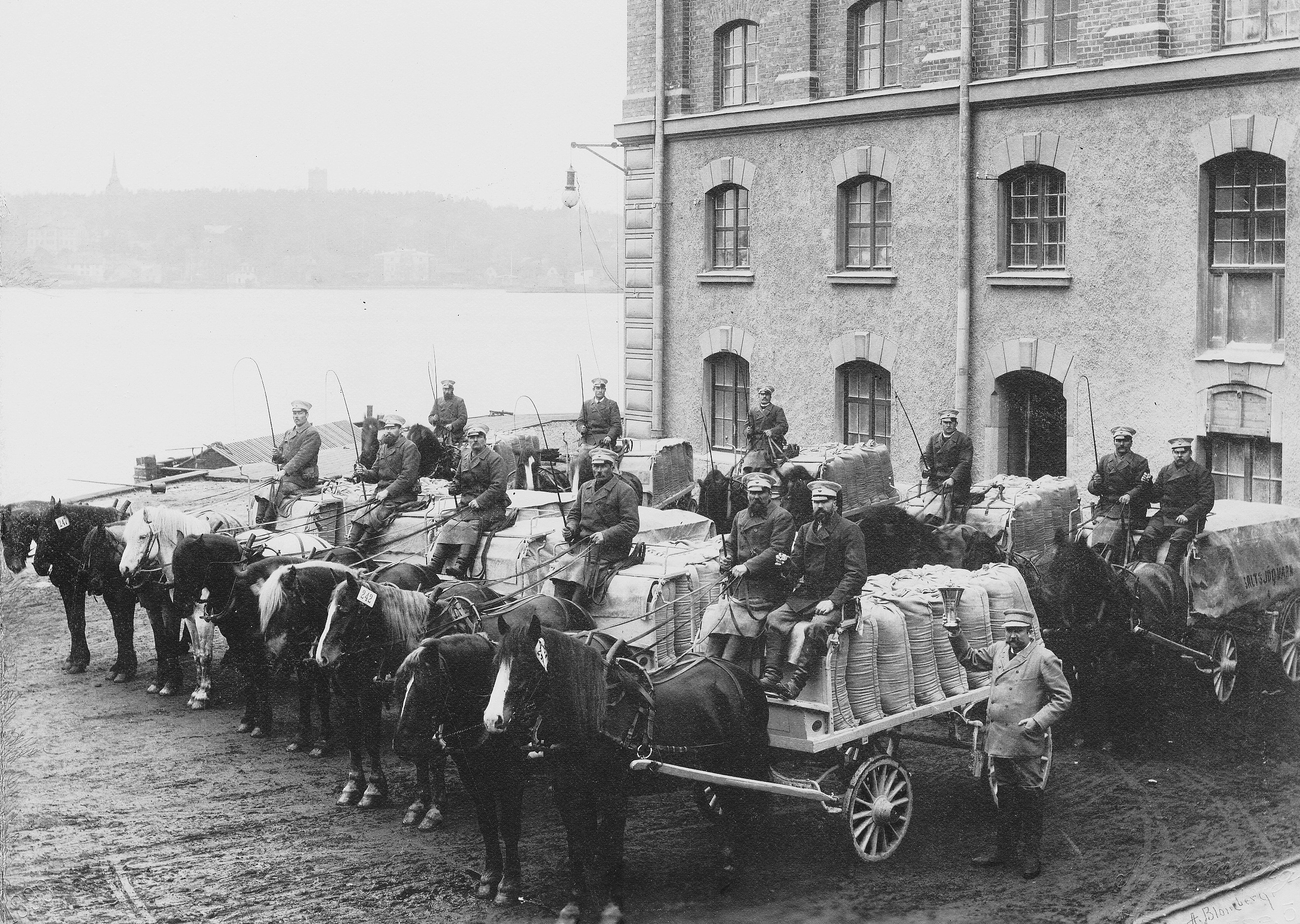
Hästdragna mjöltransporter 1898.
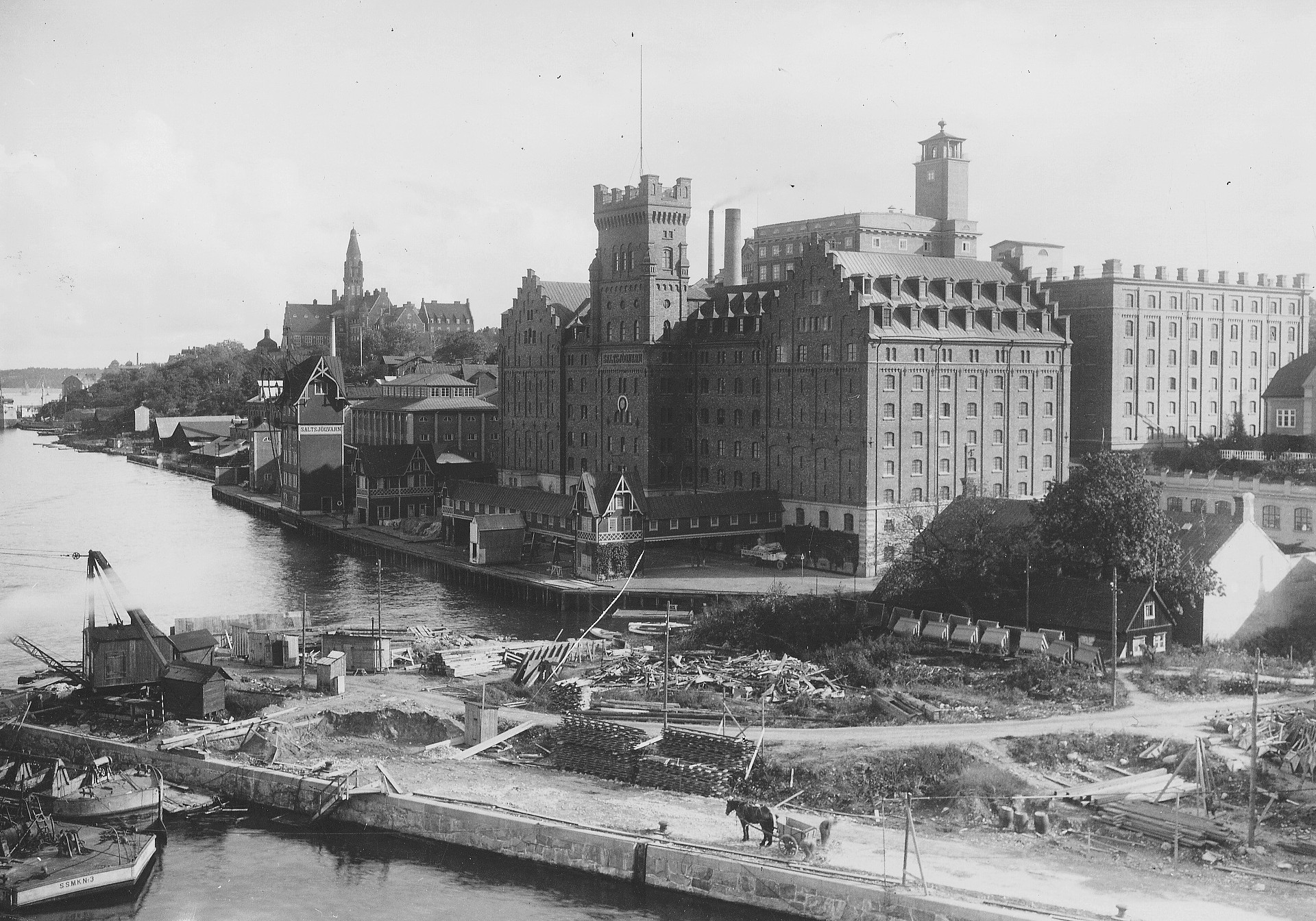
Kvarnen 1925, i förgrunden pågår arbeten med Danvikskanalen.
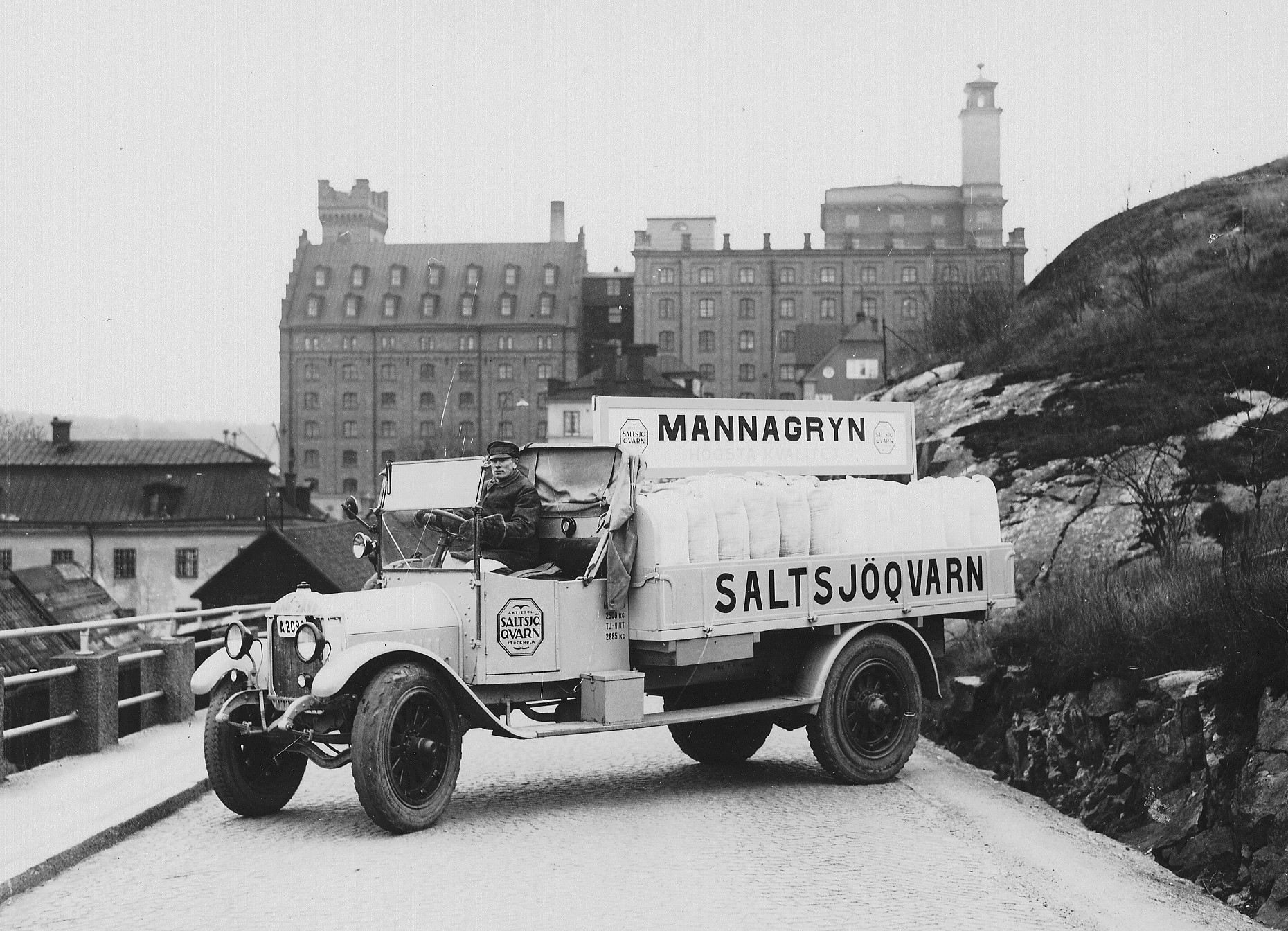
En av kvarnens lastbilar, i bakgrunden syns även den nybyggda Mannagrynskvarnen, 1929.
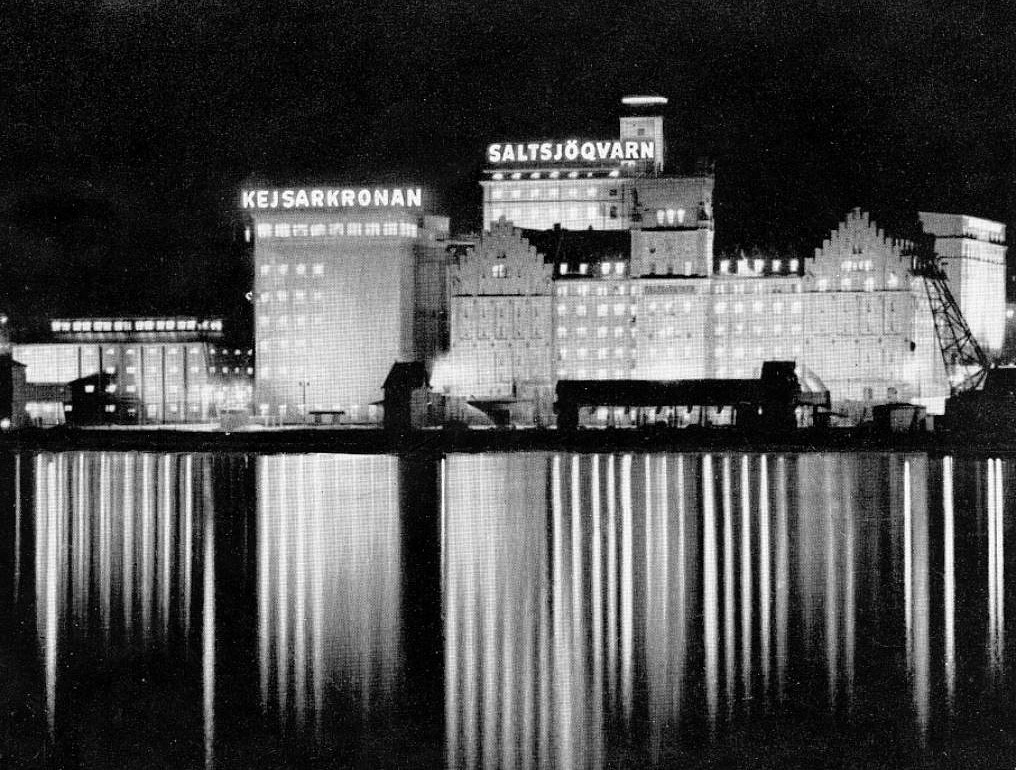
Kvarnanläggningen i kvällsbelysning sedd från Saltsjön på 1950-talet.

Interiör
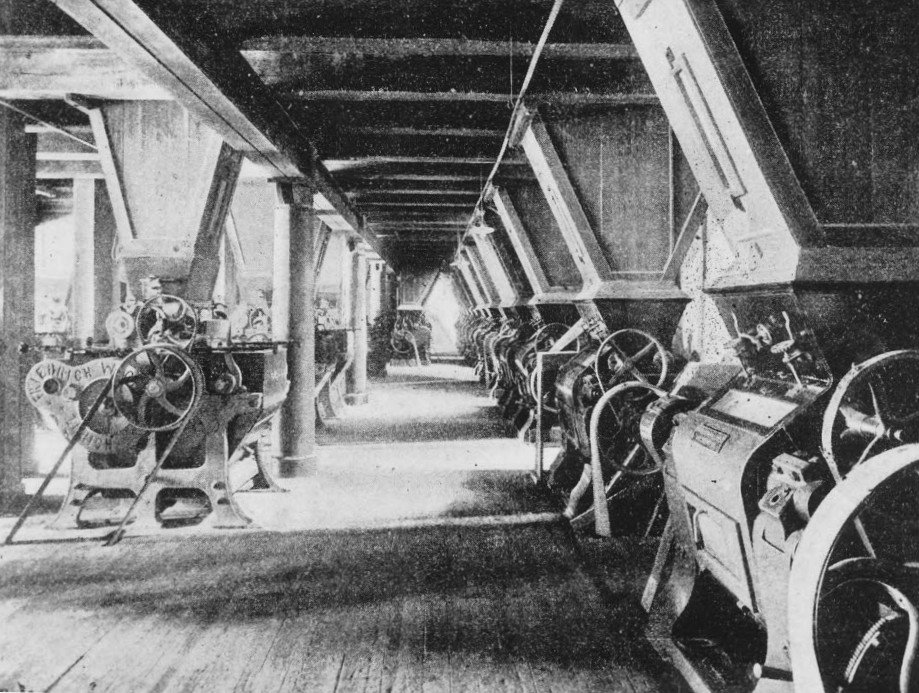
Kvarnens valsbotten, 1891.
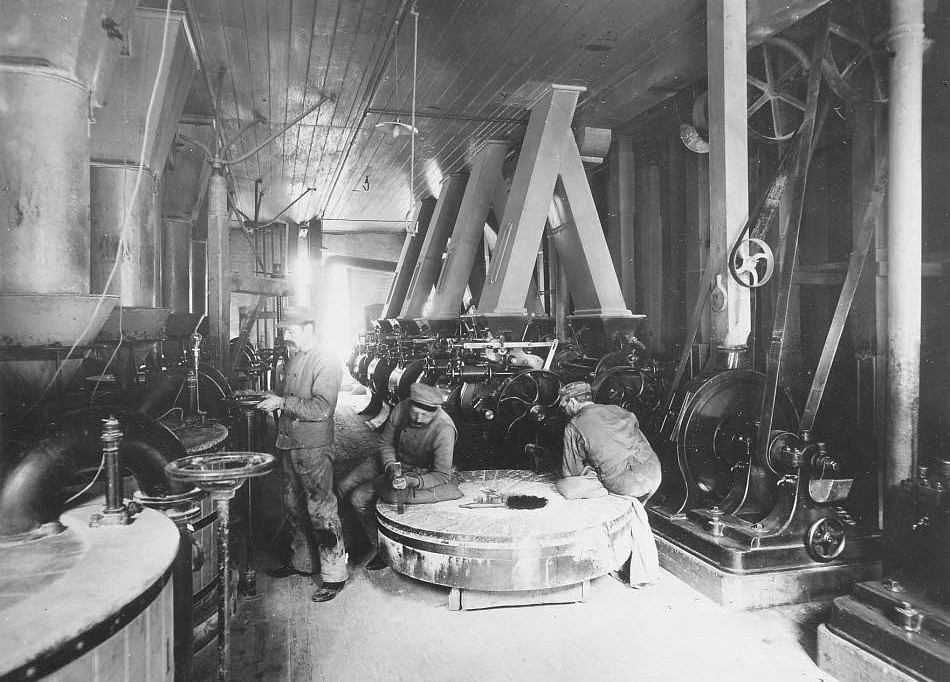
En kvarnsten bearbetas, 1891.
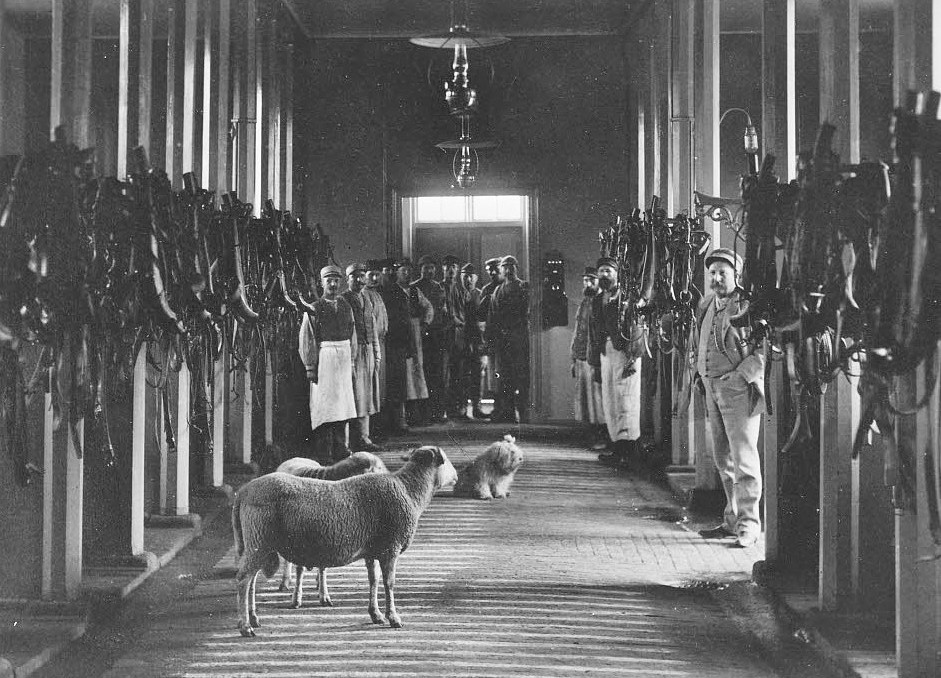
Saltsjöqvarns stall med seldonen vid spiltorna, 1896.
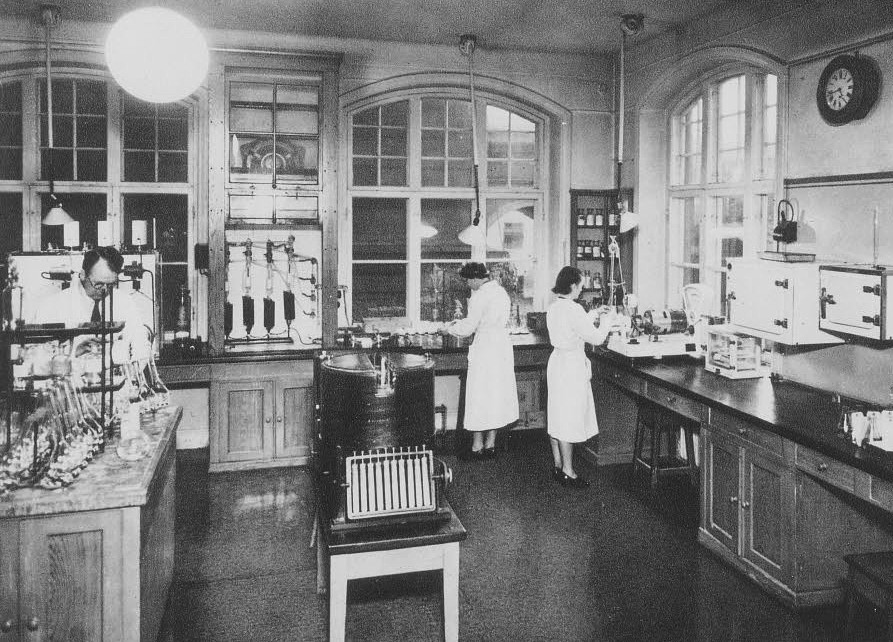
Centrallaboratoriet, 1930-tal.

## Ombyggnad till bostäder och hotell

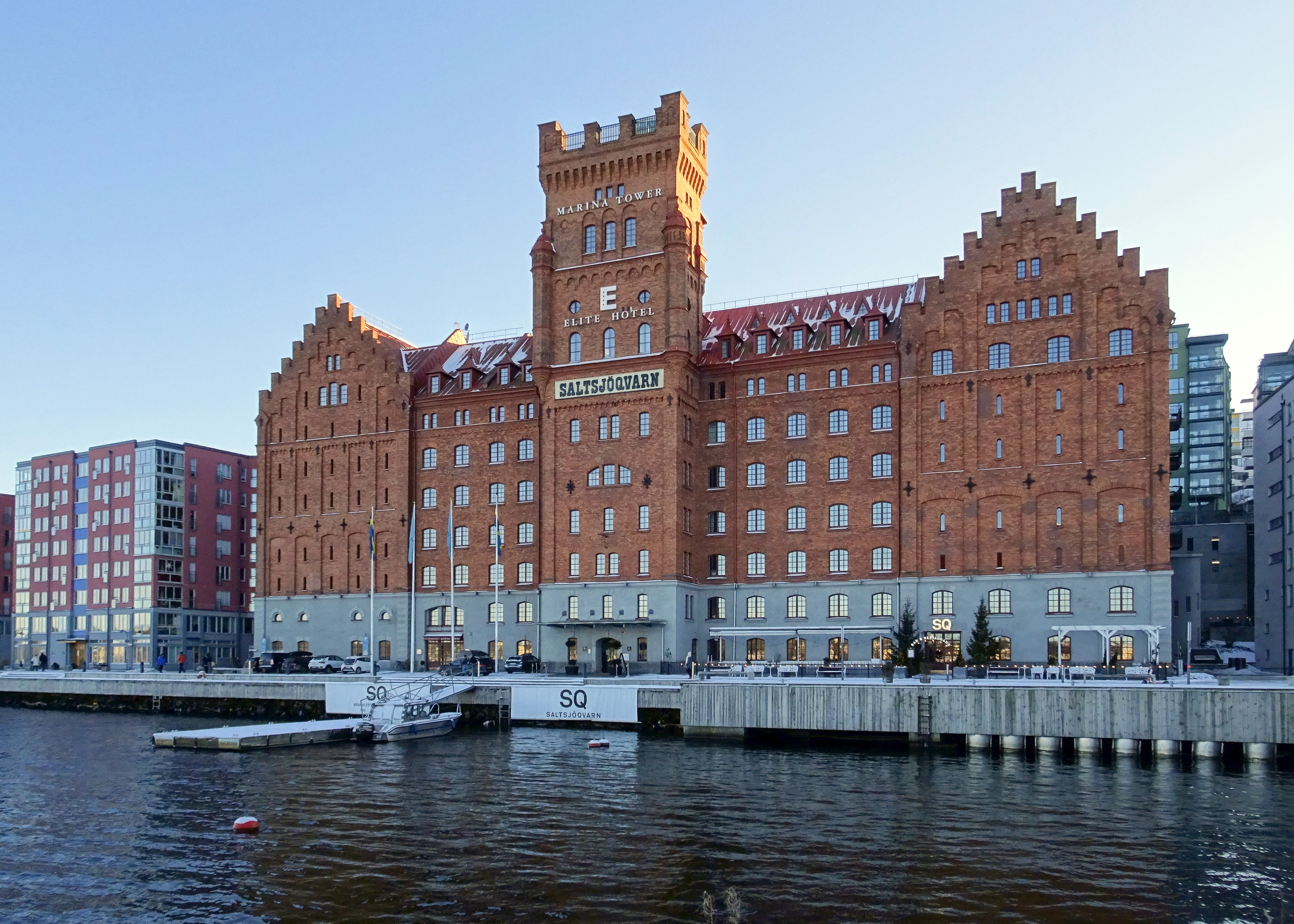
Saltsjöqvarns huvudbyggnad, 2022.

År 1996 förvärvades markområdet och alla fastigheter av NCC. Därefter revs två lagerbyggnader samt alla spannmålsilor. Två kvarnbyggnader, stora kvarnen från 1890 och mannagrynskvarnen från 1923, bevarades. En ny detaljplan, upprättad av Nacka kommun i samarbete med arkitektkontoret FFNS, vann laga kraft i november 2001. I den avsattes huvudbyggnaden för hotell och museum och mannagrynskvarnen för bostäder. Båda byggnader fick en q-märkning som innebär att de ej får rivas och exteriören inte får förvanskas. Detaljplanen medgav även ny bebyggelse för bostadsändamål  i anslutning till den historiska bebyggelsen.
Stora kvarnen inrymmer sedan 2011 Elite Hotel Marina Tower. Idéer om  ett vikingamuseum i en del av byggnaden skrinlades. Ombyggnaden för hotellet avslutades 2011, byggherre var NCC och för ritningarna svarade arkitektkontoret EttElva. I den östra delen (tidigare silobyggnad) revs hela innandömet så att enbart ytterväggarna stod kvar. Hotellet inhyser bland annat 186 hotellrum, restaurang, festvåning och en spaavdelning. Högst upp i tornet har hotellet sin tornsvit. I den västra delen finns också ett 20-tal lägenheter som ägs av Brf Stora Kvarnen.
Mannagrynskvarnen har renoverats och byggts om till bostäder som stod färdiga 2003. I dess torn ligger exempelvis en lägenhet på sex plan. Totalt finns 22 lägenheter som ägs av Brf Mannagrynskvarnen. För ombyggnadsritningar stod Sweco och FFNS. Projektet nominerades 2003 till Årets byggen. Juryns motivering var: "Den funkisinspirerade Mannagrynskvarnen vid inloppet till Stockholms hamn har förvandlats till ett flerbostadshus. Dock utan att den rustika fabriksmiljön gått förlorad".
Kajen gestaltades av landskapsarkitekten Thorbjörn Andersson med bl.a. gatsten i vågmönster och trädäck där även konstnären Anna Berglunds lysande bänkar står.
Danvikens Hospital renoverades exteriört under ledning av Nyréns Arkitektkontor. För den invändiga renoveringen stod dock den nya ägaren, Aspect properties. 2021 tillträdde ännu en ny ägare, Gullringsbo Egendomar, som för närvarande (januari 2022) renoverar byggnaden igen.

### Nutida bilder

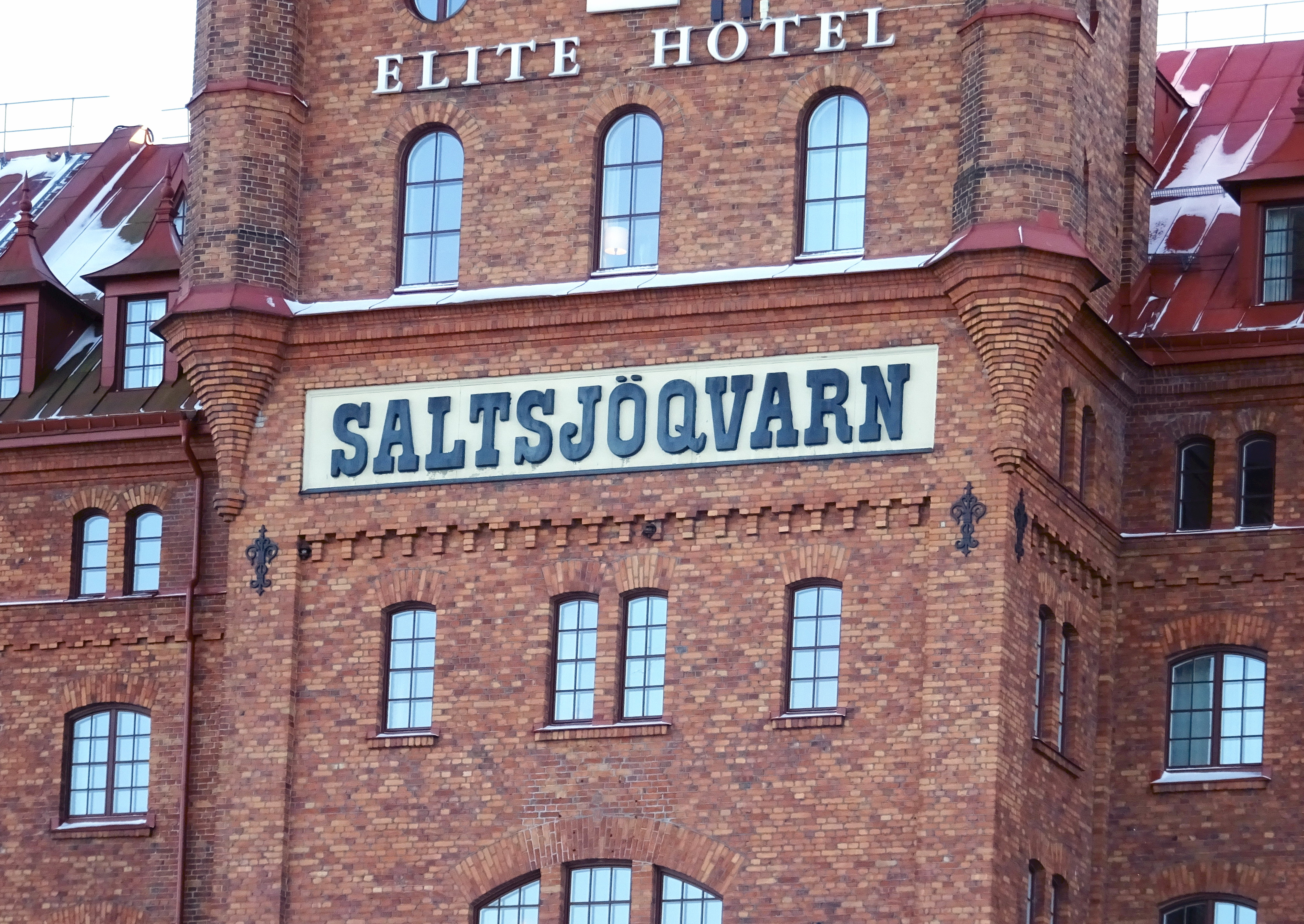
Tornet.
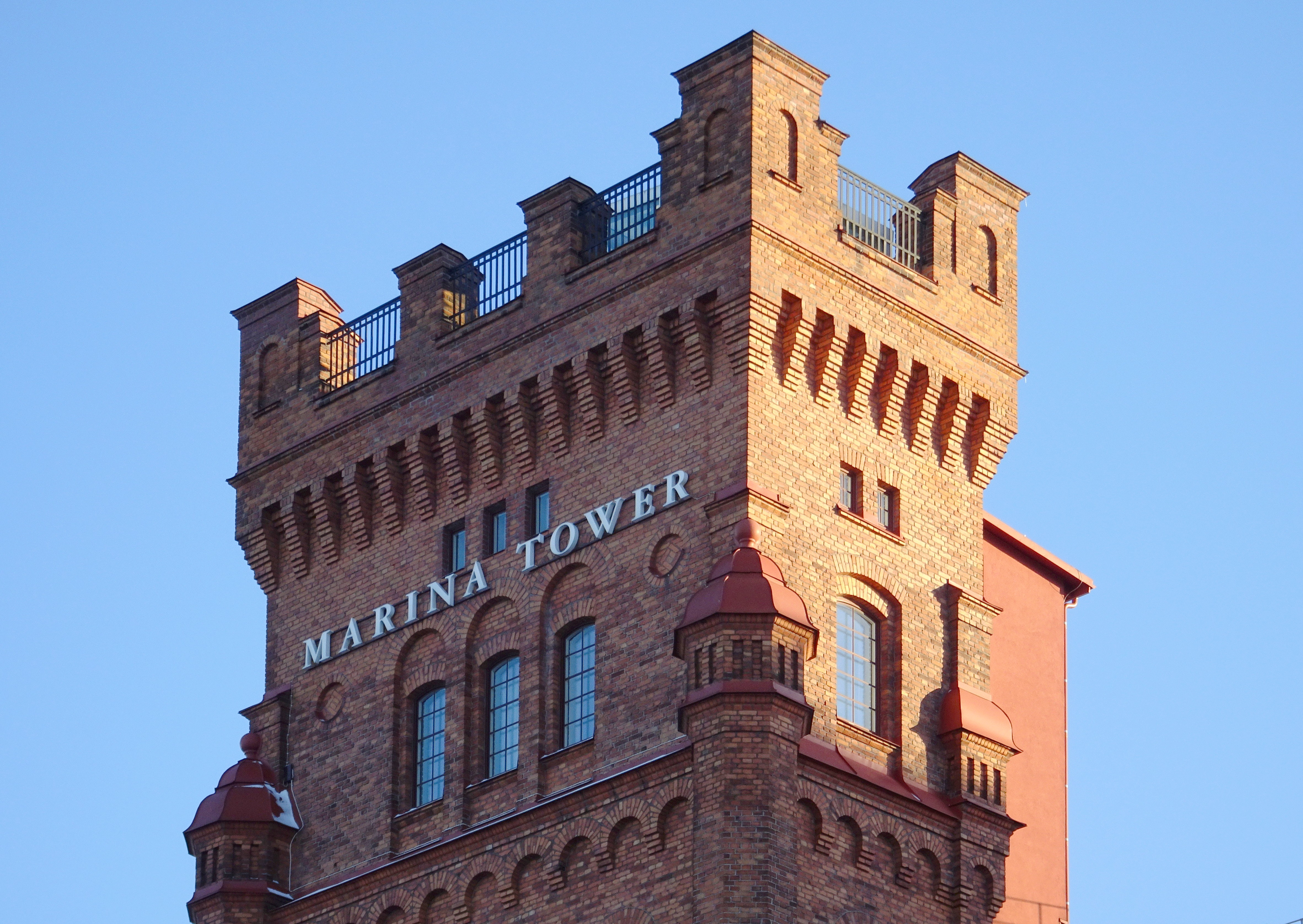
Tornets avslutning.
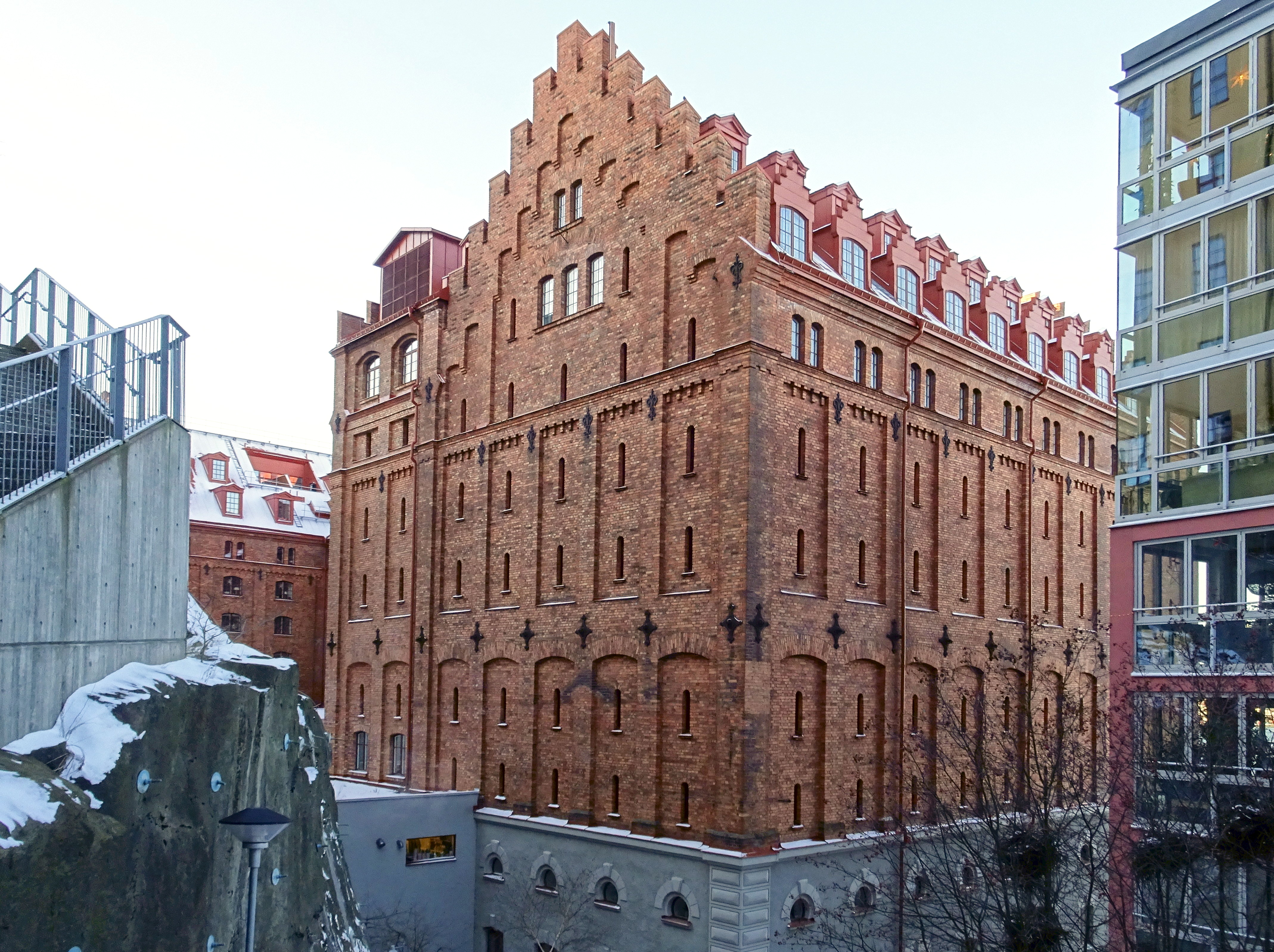
Fasad mot söder.
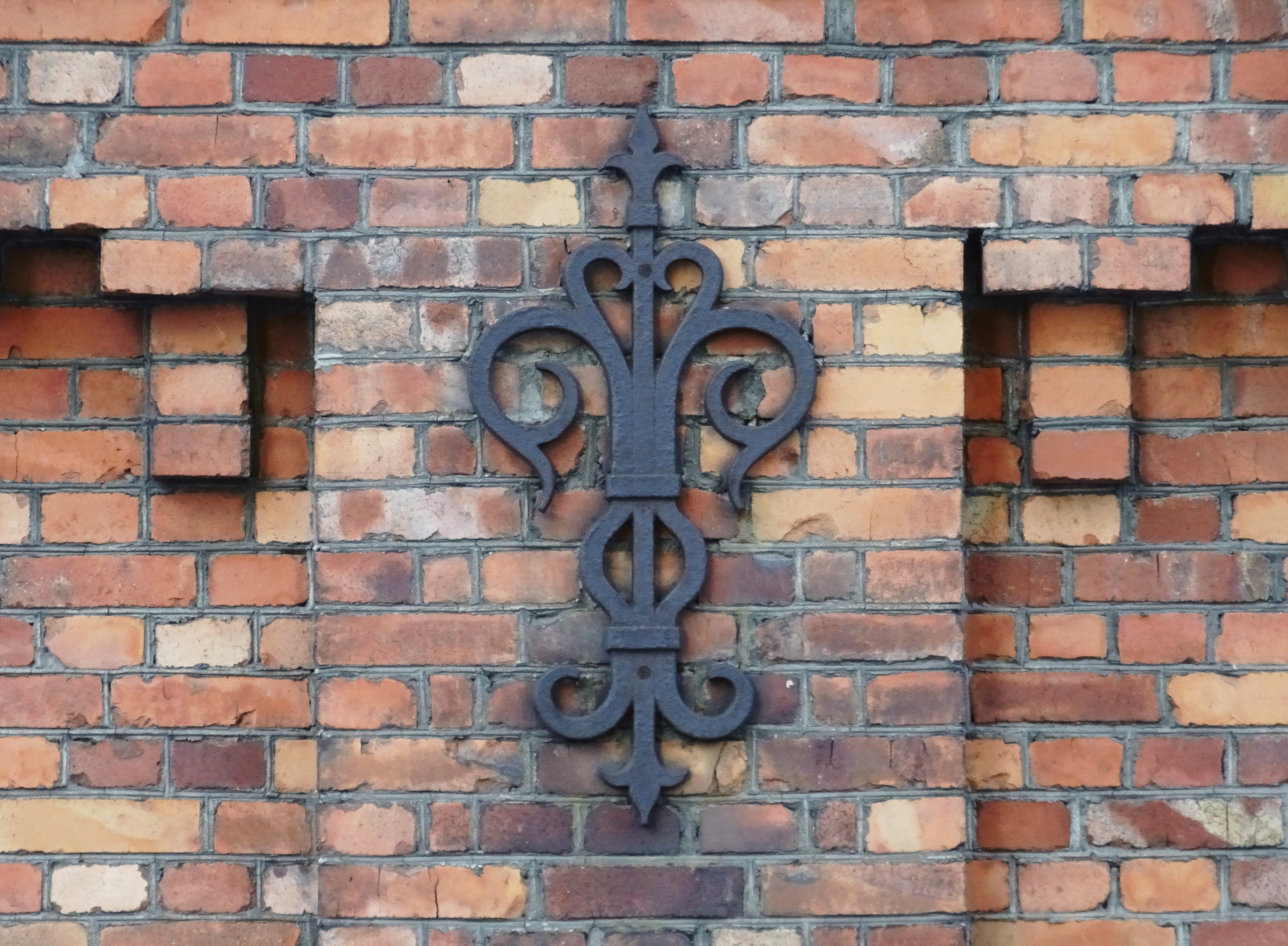
Dekorativt ankarslut.

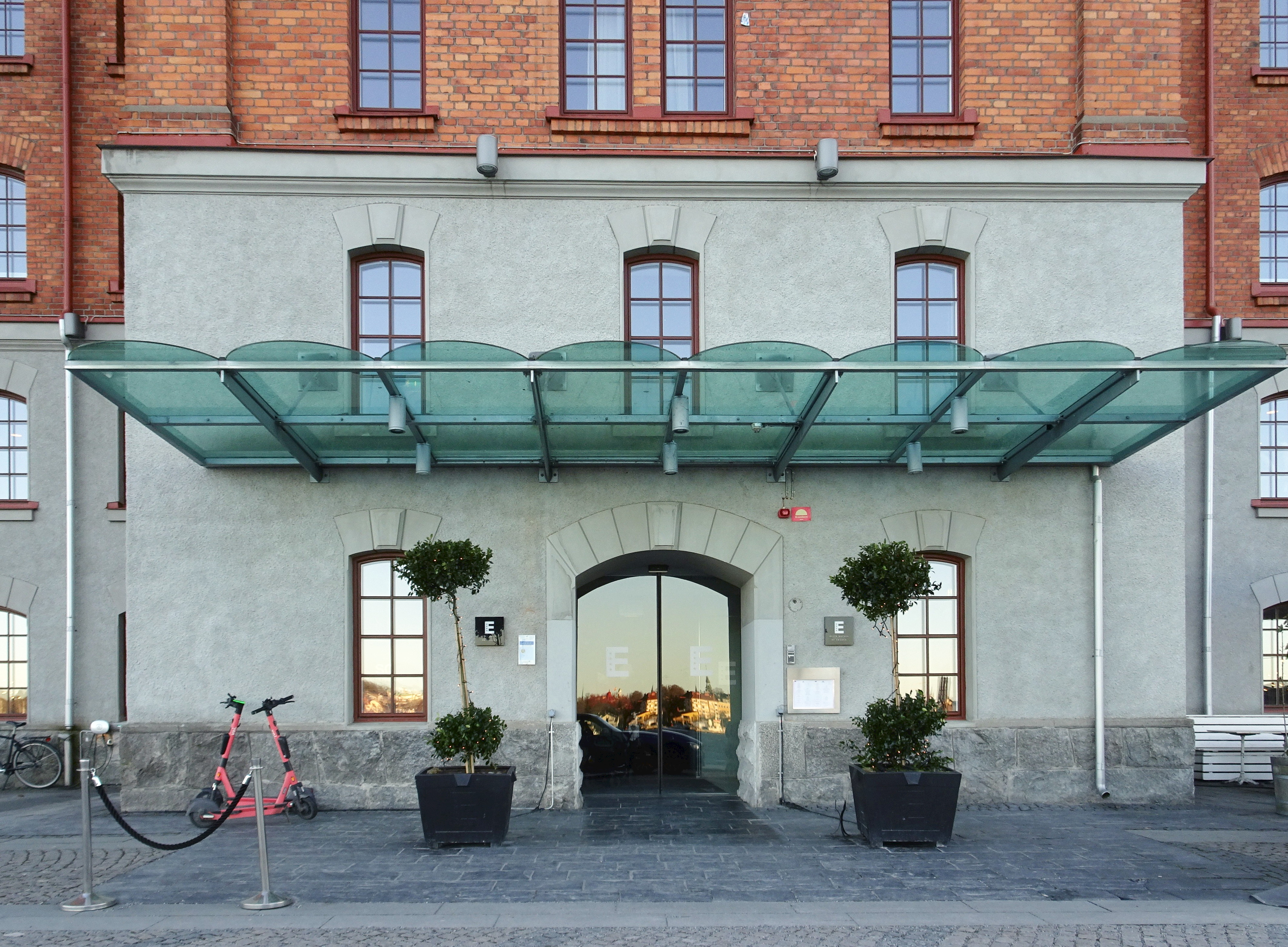
Elite Hotel Marina Tower, entré.
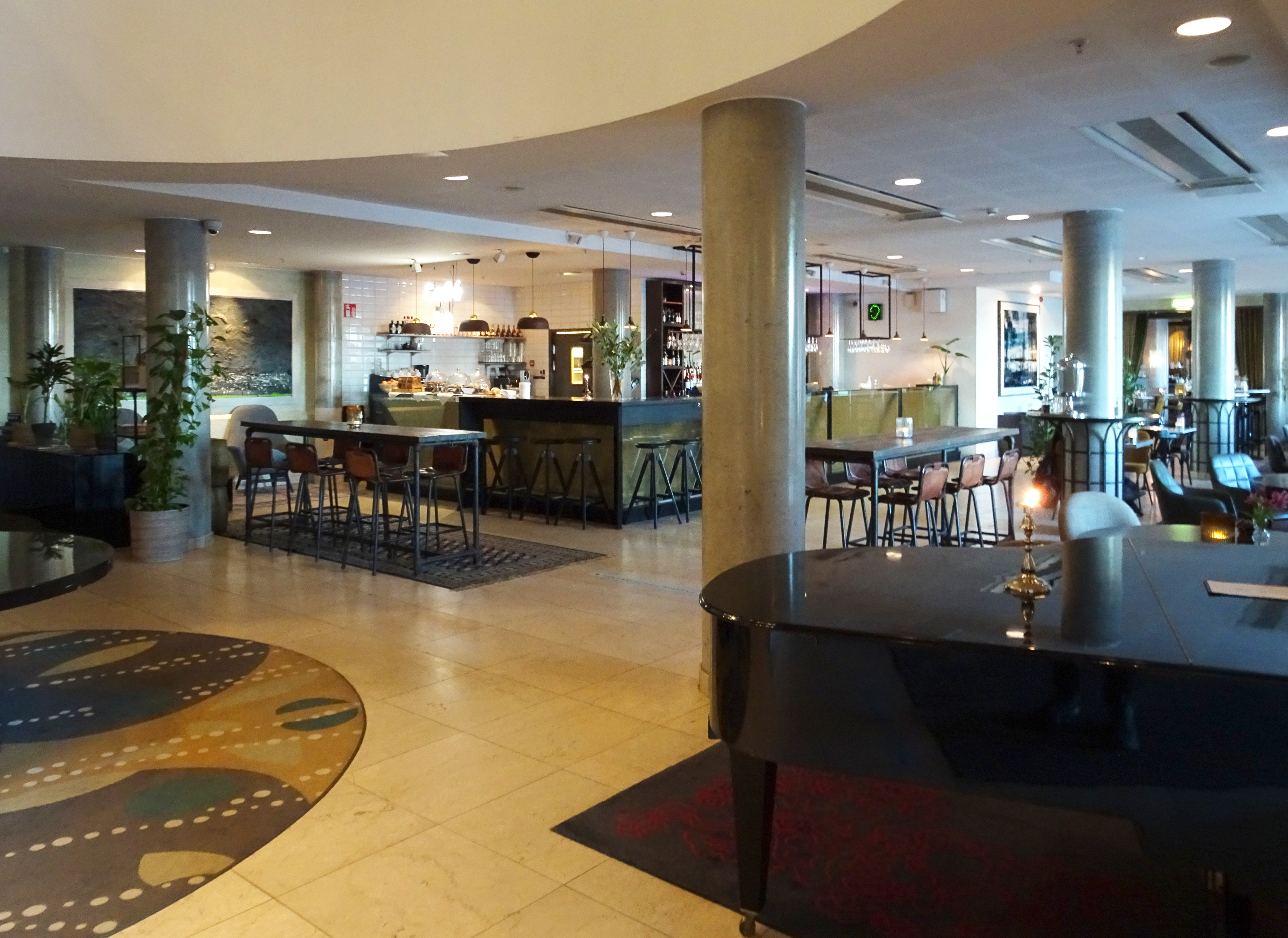
Elite Hotel Marina Tower, reception.
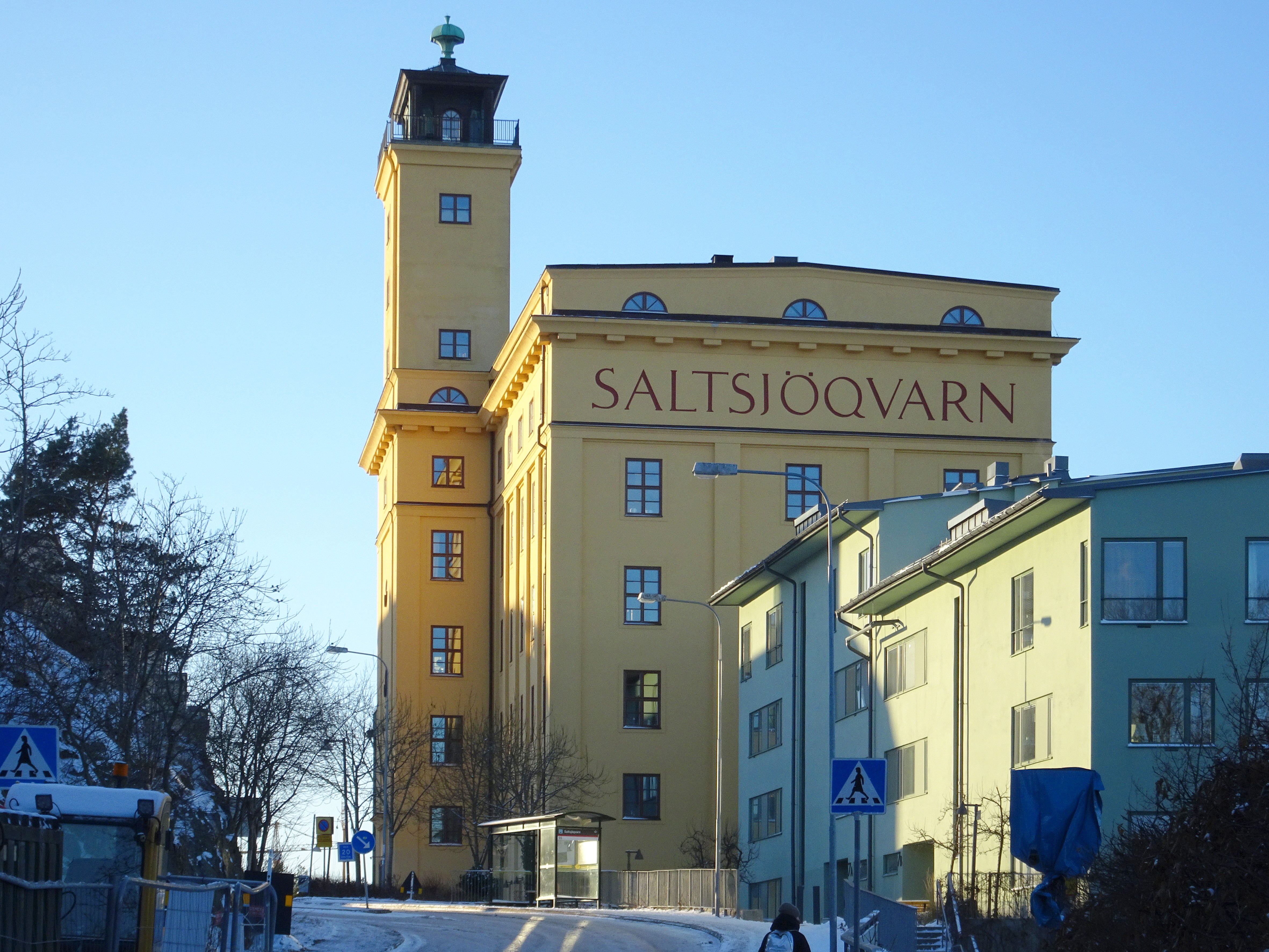
Mannagrynskvarnen, sedd från Västra Finnbodavägen.
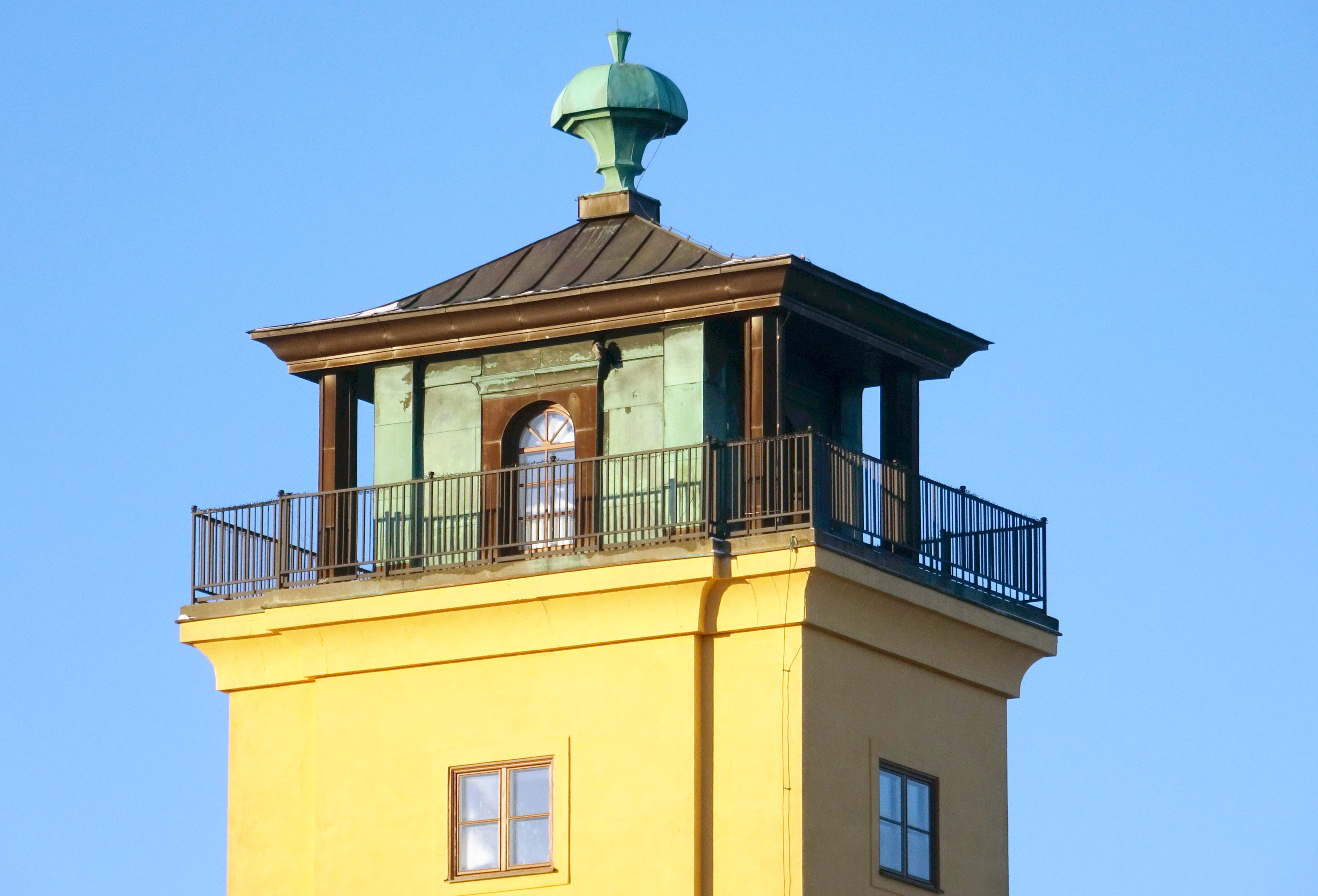
Mannagrynskvarnens torn.